# Теймз-Мару
Теймз-Мару (Thames Maru) — транспортне судно, яке під час Другої світової війни взяло участь в операціях японських збройних сил у Малаї та архіпелазі Бісмарка.

## Передвоєнна історія
Теймз-Мару спорудили в 1920 році на корабельні Kawasaki Dockyard у Кобе на замовлення компанії Kawasaki Kisen.
Протягом двох десятиліть судно використовувалось на лініях до Європи та Північної Америки.
24 вересня 1941-го Теймз-Мару реквізували для потреб Імперської армії Японії.

## Операція в Малаї
13 грудня 1941 Теймз-Мару разом зі ще 4 суднами вийшло зі в'єтнамського порту Камрань та 16 грудня досягло Кота-Бару на східному узбережжі півострова Малакка, де висадило доправлені підкріплення (перші війська японці десантували в Кота-Бару ще 8 грудня).

## Атака біля Хонсю
25 квітня 1942 судно повернули його власникам, а вже 17 травня під час слідування уздовж південного узбережжя півострова Кії (острів Хонсю) Теймз-Мару торпедував підводний човен Silversides. Щоб запобігти затопленню, капітан посадив пошкоджене судно на мілину. Надалі Теймз-Мару було поставлене на плав та пройшло ремонт.
7 березня 1943-го судно повторно реквізували для потреб Імперської армії Японії.

## Перевезення військовополонених
5 травня 1943-го судно вийшло із Сінгапуру і пройшло через Батавію та Сурабаю (острів Ява). У підсумку воно прийняло 522 полонених з-поміж індусів та 1,5 тисячі малайських, китайських та яванських робітників. 30 травня Теймз-Мару прибуло на захід Каролінських островів до Палау (важливий транспортний хаб та місце видобутку бокситів). Під час переходу на борту Теймз-Мару від поганих умов померло близько 200 осіб.

## Рейс до архіпелагу Бісмарка
У середині липня Теймз-Мару перебувало на острові Нова Британія у Рабаулі — головній передовій базі японців в архіпелазі Бісмарка, з якої провадились операції на Соломонових островах та сході Нової Гвінеї.
22 липня 1943-го судно у складі конвою № 2323 попрямувало на північ. Під вечір 25 липня за шість сотень кілометрів на південний захід від атола Трук (важлива японська база на сході Каролінських островів, з якої до лютого 1944-го провадились операції в цілому ряді архіпелагів) конвой атакував підводний човен Pompon. Теймз-Мару спершу було поцілене двома торпедами, а після влучання третьої розломилось на дві частини та затонуло. Загинуло 6 членів екіпажу.